# National security directive

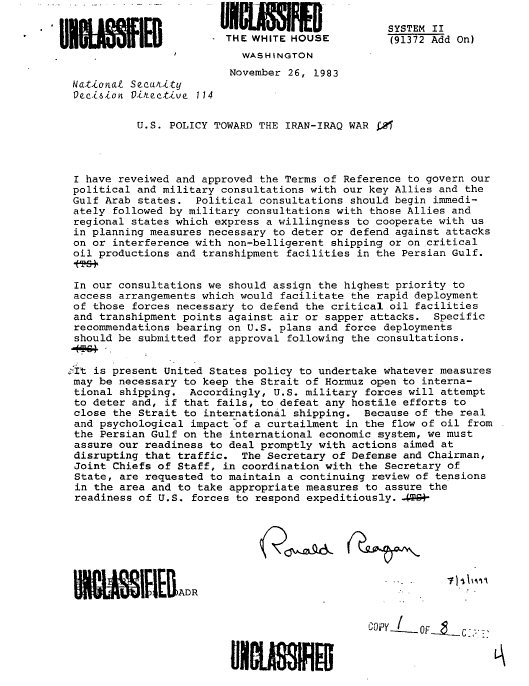
Fac-similé de la National Security Decision Directive 114, signée par Ronald Reagan.

Une National security directive (NSD, littéralement « Directive de sécurité nationale ») est une directive émise par le président des États-Unis qui vise à orienter les politiques du gouvernement fédéral américain. À la suite de la création du Conseil de sécurité nationale (National Security Council ou NSC) en 1947, tous les présidents américains à partir d'Harry S. Truman ont émis des directives sous une forme ou une autre qui visaient des politiques étrangères, militaires et domestiques. Les NSD, le plus souvent classées secret défense,,, sont rendues publiques seulement après « un grand nombre d'années » (a great many years). Au contraire des ordres exécutifs, les NSD sont seulement diffusées auprès du NSC et de hauts fonctionnaires du pouvoir exécutif du gouvernement fédéral américain. Ce sont le plus souvent des orientations sur la création de politiques.

## Titres des NSD
Les présidents des États-Unis ont émis ces directives sous divers titres.
| Acronyme | Titre officiel                                   | Période   | Administration(s) présidentielle(s)  |
| -------- | ------------------------------------------------ | --------- | ------------------------------------ |
| NSCID    | National Security Council Intelligence Directive | 1947–1977 | Harry S. Truman jusqu'à Gerald Ford  |
| NSAM     | National Security Action Memorandum              | 1961–1969 | John F. Kennedy, puis Lyndon Johnson |
| NSSM     | National Security Study Memorandum               | 1969–1977 | Richard Nixon, puis Gerald Ford      |
| NSDM     | National Security Decision Memorandum            | 1969–1977 | Richard Nixon, puis Gerald Ford      |
| PRM      | Presidential Review Memorandum                   | 1977–1981 | Jimmy Carter                         |
| PD       | Presidential Directive                           | 1977–1981 | Jimmy Carter                         |
| NSSD     | National Security Study Directive                | 1981–1989 | Ronald Reagan                        |
| NSDD     | National Security Decision Directive             | 1981–1989 | Ronald Reagan                        |
| NSR      | National Security Review                         | 1989–1993 | George H. W. Bush                    |
| NSD      | National Security Directive                      | 1989–1993 | George H. W. Bush                    |
| PRD      | Presidential Review Directive                    | 1993–2001 | Bill Clinton                         |
| PDD      | Presidential Decision Directive                  | 1993–2001 | Bill Clinton                         |
| NSPD     | National Security Presidential Directive         | 2001–2009 | George W. Bush                       |
| PSD      | Presidential Study Directive                     | 2009–2017 | Barack Obama                         |
| PPD      | Presidential Policy Directive                    | 2009–2017 | Barack Obama                         |
| NSPM     | National Security Presidential Memorandum        | 2017–     | Donald Trump                         |

## Évolutions
Une National Security Decision Directive de 1986 a donné la responsabilité et l'autorité au département d'État des États-Unis de coordonner les réponses des agences américaines (notamment la CIA, le département de la Défense et le FBI) au terrorisme international. L'objectif était de réduire les conflits entre agences observés lors du détournement du navire Achille Lauro.
Après les attentats du 11 septembre 2001, le président George W. Bush a émis des Homeland Security Presidential Directives (HSPD), avec l'accord du Conseil de la Sécurité intérieur. Ces directives pouvaient être publiées en même temps que des NSD.
Sur le secret des NSD, Steven Aftergood (en) du Project Government Secrecy de la Federation of American Scientists écrit en février 2008 :

« Sur les 54 National Security Presidential Directives émises par l'administration [George W.] Bush jusqu'à maintenant, seule la moitié a été officiellement identifiée par leur titre. À peu près le tiers se trouve dans le domaine public, que ce soit par une description matérielle ou le texte même. Dis autrement, des douzaines de directives présidentielles, secrètes, qui définissent les politiques nationales du gouvernement américain et les missions des agences fédérales sont inconnues du public et, régulièrement, du Congrès des États-Unis,. »

Toutefois, l'administration Trump a ordonné que les NSD soient publiées dans le Federal Register,.

### Citations originales
1. ↑  (en) « Of the 54 National Security Presidential Directives issued by the (George W.) Bush Administration to date, the titles of only about half have been publicly identified.  There is descriptive material or actual text in the public domain for only about a third.  In other words, there are dozens of undisclosed Presidential directives that define U.S. national security policy and task government agencies, but whose substance is unknown either to the public or, as a rule, to Congress. »